# NGC 7675
NGC 7675 (również PGC 71518 lub HCG 96B) – galaktyka eliptyczna (E/SB0), znajdująca się w gwiazdozbiorze Pegaza. Odkrył ją John Herschel 16 sierpnia 1830 roku. Należy do zwartej grupy galaktyk Hickson 96 (HCG 96).